# Kogelmolen

Kogelmolen

Een kogelmolen is een apparaat waarin poeders of suspensies gemengd en gemalen worden met bewegende kogels.
Kogelmolens worden onder andere gebruikt in de verfindustrie, chemische industrie en pyrotechniek. Het principe van een kogelmolen berust erop dat holle cilinder van een slijtvast materiaal met kogels er in (vandaar de naam) ronddraait. Doordat de kogels botsen met de deeltjes van het te malen monster wordt het monster fijngemalen. Bij industriële kogelmolens staat de cilinder stil en worden de kogels in beweging gebracht door een snel ronddraaiende rotor.

## Media
De kogels in een kogelmolen worden het "maalmedium" genoemd. Een maalmedium moet een hoog soortelijk gewicht hebben, het moet een grotere hardheid hebben dan het te malen monster (anders worden de kogels gemalen in plaats van het monster) en het mag niet reageren met het te malen monster. Voor industriële toepassingen worden meestal media van zirkonium(IV)oxide gebruikt.
De diameter van de gebruikte kogels hangt af van het gewenste eindresultaat. Grote kogels zorgen voor een snelle afname van de deeltjesgrootte maar zijn ongeschikt als het product zeer fijn gemalen moet worden. Kleine kogels geven een langzame afname van de deeltjesgrootte aan het begin van het maalproces maar uiteindelijk een zeer fijngemalen eindproduct. Als vuistregel kan gehanteerd worden dat de uiteindelijk gewenste deeltjesgrootte in micrometer in dezelfde ordegrootte zit als de benodigde kogeldiameter in millimeters.